# Droga wojewódzka 412
Die Droga wojewódzka 412 (DW 412) ist eine sieben Kilometer lange Droga wojewódzka (Woiwodschaftsstraße) in der polnischen Woiwodschaft Kujawien-Pommern, die Tupadły mit Kobylniki verbindet. Die Strecke liegt im Powiat Inowrocławski.

## Streckenverlauf
Woiwodschaft Kujawien-Pommern, Powiat Inowrocławski
-  Tupadły (Sagenfeld) (DK 15, DK 25)
- Przedbojewice (Schedbojewitz)
- Janowice
-  Kobylniki (DK 62)